# Maijansaari (Kotka)
Maijansaari est une partie d'une île de l'archipel de Kotka dans le golfe de Finlande en Finlande.

## Géographie
Maijansaari a une superficie de 65 hectares et sa plus grande longueur est de 1,3 kilomètre dans la direction est-ouest.
Maijansaari est la partie ouest de  Lehtinen située dans la commune de Pyhtää.
Elle est voisine de Mussalo.